# 武陵镇 (重庆市)
武陵镇是重庆市万州区所辖的一个镇，该镇为古县治所，北周初期分临江县地置源阳县于此，建德四年（575年），改为武宁县（取威武以宁斯地为名），明洪武四年（1371年），并武宁县入万州，后“宁”字渐演变为“陵”，镇之名源于此。现武陵镇是由原武陵镇、武陵乡在2004年合并而成，面积257.1平方公里，下辖7个乡，84村，902组，人口总计109933人。2019年被评为中国文化百强镇。
镇政府驻地武陵镇距万州主城区37公里，海拔150米，全镇地属丘陵，地势东南高，西北低，山峦起伏连绵，最高处燕山乡阎高包，海拔1434米；最低处瀼渡码头，海拔113.6米，以沙土、红石粘土为主，小部分土壤酸性较重。年平均气温18℃，最高气温37.5℃（七月），最低温度-1℃（一月）。年降水量1160毫米，无霜期300天左右。有小型水电站6座，装机容量850千瓦。耕地面积8.19万亩。主产水稻、玉米、薯类、小麦、花生、油菜籽等，特产柑橘、茶叶、蚕茧、油桐、桂圆、茶叶等。境内有原煤、石灰石。钾长石、石膏等矿产储量丰富，目前部分已被开发利用。
该镇集市和居民区点近1平方公里，是区内大镇之一，加上水陆交通便利，商业、服务业发达，集市贸易活跃。境内镇办企业有农机站、机动船队、粮油加工厂、农具修配厂、印刷厂、榨油房、服装社、竹藤社、建筑队等。 

## 行政区划
现辖：
椅城社区、源阳社区、鹿井社区、石桥社区、客群村、黄金村、下中村、长傍村、禹安村、八羊村、朝阳村、和平村、红谷村、鹿井村、复龙村、石桥村和乐安村。